# Peelmuseum
Het Peelmuseum is een streekmuseum te America in de Nederlandse provincie Limburg, gelegen aan Griendtsveenseweg 69.
Het museum telt drie afdelingen:
- De Kamphut is een historisch houten gebouw, waarin tijdens de periode 1940-1950 ongeveer 300 Peelarbeiders gehuisvest waren. Hier is tegenwoordig de receptie, de kantine, en een documentatiecentrum. Verder zijn er vitrines waarin de geschiedenis van de Peel, met name de turfwinning en de ontginningen, wordt getoond. Ook herinneringen aan de legendarische persoon Christiaan Hesen (Rowwen Hèze) zijn aanwezig. Verder zijn er gebruiksvoorwerpen en devotionalia, een verzameling vallen en klemmen voor de vangst van "ongedierte", en een verzameling opgezette zoogdieren en vogels. Er zijn fotopanelen en een maquette van de verzetsboerderij Zwarte Plak.

- De Schuur, een nieuw museumgebouw, huisvest een verzameling gereedschappen die door turfstekers en andere veenwerkers werden benut. In een glazen bak wordt zichtbaar gemaakt hoe hoogveen door veenmos wordt gevormd.

- Het buitenterrein telt twee plaggenhutten, met bijbehorende voorzieningen als de plee, een turfput, een schaapskooi en een bijenstand. Plaggenhutten werden in 1901 officieel verboden, maar de allerarmsten woonden tot omstreeks 1930 nog in dergelijke onderkomens.